# ویکتور آدلر
ویکتور آدلر (آلمانی: Victor Adler؛ ۲۴ ژوئن ۱۸۵۲ – ۱۱ نوامبر ۱۹۱۸) یک سیاست‌مدار اهل اتریش بود.